# Otto Albert Koch

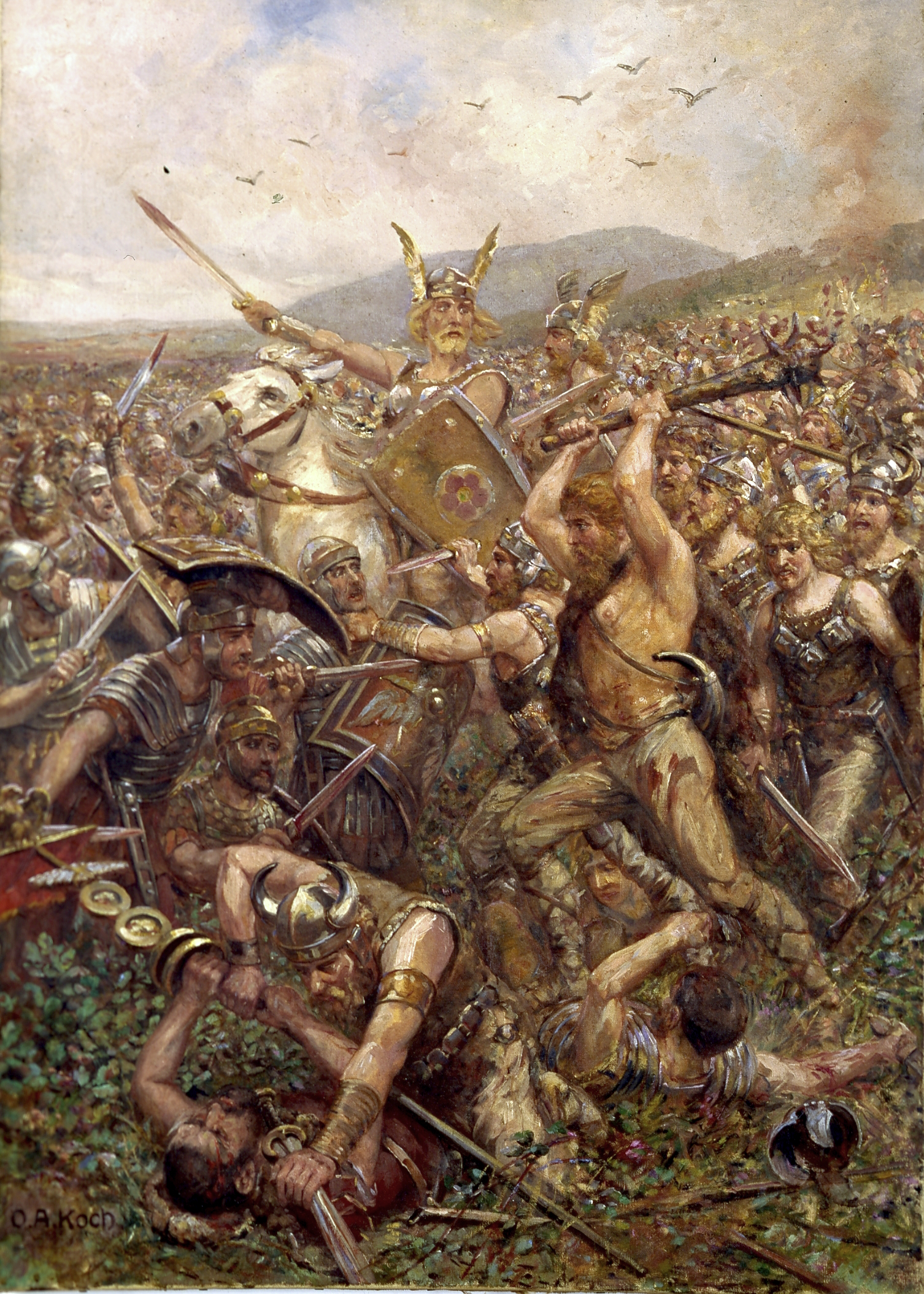
Varusschlacht

Otto Albert Carl Koch  (* 28. Mai 1866 in Mannheim; † 8. Juni 1921 in Heidelberg) war ein deutscher Historien- und Genremaler sowie Aquarellmaler.

## Familie
Koch war ein Sohn des Mannheimer Kaufmanns Johann Karl Friedrich Koch und seiner Frau Caroline Auguste Ferdinande, geb. Huß, einer Tochter des Speditionskaufmanns und späteren Bürgermeisters von Ludwigshafen Carl Huß. Ein Urgroßvater war der Mannheimer Hofmaler Friedrich Sprecher.

## Leben
Nach einer Ausbildung als Innendekorateur und dem Studium an der Kunstakademie in Karlsruhe unternahm Otto Albert Koch eine Reise nach Italien, Portugal, Tirol und den Niederlanden sowie an die Ostsee. Einige Jahre verbrachte er in Detmold. Wegen seiner schwachen Gesundheit übersiedelte er schließlich in den Kurort Baden-Baden, wo er begann sich mit der Malerei professionell zu beschäftigen. Dabei half ihm die Bekanntschaft mit dem Maler und Kunstmäzen Robert Engelhorn, dem Sohn des Unternehmers Friedrich Engelhorn, des Gründers der BASF Ludwigshafen. Gemeinsam mit Engelhorn gründete er die „Freie Künstlergemeinschaft Baden-Baden“. Später verzog er nach Heidelberg und wurde dort 1914 Mitglied des Kunstvereins und 1919 Baurat.
Seine Werke stellte Koch im Münchner Glaspalast, in der Münchener Secession und in der 1909 eröffneten Kunsthalle Baden-Baden aus. Als seine wichtigsten Werke gelten die großformatigen Mythologie- und Historienbilder „Triumphzug des Bacchus“ und die „Begrüßung der heimkehrenden cheruskischen Krieger“. Fünf seiner Bilder befinden sich im historischen Wirtshaus „Neuer Krug“ in Detmold.